# Bajo Netzahualcóyotl
Bajo Netzahualcóyotl es una ranchería del municipio de Balancán ubicado en la subregión de los Ríos del estado mexicano de Tabasco.

## Geografía
La localidad se ubica a 13.1 kilómetros (en dirección noreste) de la localidad de Balancán de Domínguez, la cabecera y lugar más poblado del municipio. Se sitúa en las coordenadas geográficas 17°45′08″N 91°25′35″O / 17.752222, -91.426389, a una elevación de 9 metros sobre el nivel del mar.

## Demografía
Según el Conteo de Población y Vivienda 2020, efectuado por el Instituto Nacional de Estadística y Geografía, la localidad de Bajo Netzahualcóyotl tiene 65 habitantes, de los cuales 33 son del sexo masculino y 32 del sexo femenino. Su tasa de fecundidad es de 2.57 hijos por mujer y tiene 19 viviendas particulares habitadas.
| Gráfica de evolución demográfica de Bajo Netzahualcóyotl entre 1950 y 2020 |
|                                                                            |
| INEGI.                                                                     |